# Nevados de Chillán (centro de esquí)
Nevados de Chillán es una estación de esquí chilena, ubicada en los Nevados de Chillán, comuna de Pinto, Región de Ñuble.
Es administrada por la empresa Nevados de Chillán, la cual adjudicó los derechos de explotación del predio de las Termas de Chillán por treinta años, en concurso realizado por la Municipalidad de Chillán.

## Descripción
Cuenta con 24 pistas, con un total de 35 km, con un área de 10 000 hectáreas de superficie esquiable. Posee 13 medios de elevación (2 sillas cuádruples, 2 sillas triples, 3 sillas dobles y 6 arrastres) y un desnivel vertical de 860 m. El centro invernal tiene la pista más larga de Sudamérica: Las Tres Marías, de 13 km de largo.[cita requerida]
Del total de pistas que posee, el 29% es para principiantes, el 37,5% para nivel medio y el 33,3% restante para esquiadores expertos.
Las actividades realizadas en el complejo son esquí, esquí nórdico, esquí de travesía, snowboarding, heliesquí, motos de nieve, trineos, cabalgata, excursionismo, montañismo, ciclismo de montaña y polo sobre nieve.[cita requerida]